# 家用交流電源插頭與插座
家用交流電源插頭與插座是指將電器用品等裝置連接至電源的裝置。電源插頭和插座根據國家/地區不同，外型、等級、尺寸和種類都不同。各個國家都有政府制訂的標準。
一般來說，插頭是指一個可活動的接頭，與使用電力的裝置之間透過電線連接；而插座則是固定在設備或建築結構上。插頭通常有突出的棒狀、刀鋒狀等形式的電子接點（稱為公接頭），而插座則有形狀相應的電子接點插槽（稱為母接頭）。
為了降低觸電風險，插座和插頭會配有許多不同的安全裝置。例如插座可設計成僅能接受相應的插頭。當插頭並未插入插座時，也有許多遮蔽插座的裝置，某些裝置也設計成具有危險性的高壓電接頭不會暴露在外。某些插座有外露的電子接頭，但僅供接地使用。

## 配線標準用色
| 標準                       | 國家/地區                                                              | 地線（PE） | 中線（N） | 相線 L1                             | 相線 L2                              | 相線 L3                              | 備註                 |
| -------------------------- | ---------------------------------------------------------------------- | ---------- | --------- | ----------------------------------- | ------------------------------------ | ------------------------------------ | -------------------- |
| IEC 60446 EN 60446 BS 7671 | 歐盟成員國、英國、 香港、新加坡、俄罗斯、 乌克兰、白俄罗斯、哈萨克斯坦 |            |           |                                     |                                      |                                      |                      |
| BS 7671（舊）              | 英国、印度、巴基斯坦、 马来西亚、新加坡、香港                          |            |           |                                     |                                      |                                      | 已改用歐洲標準（EN） |
| AS/NZS 3000                | 澳大利亚、新西兰                                                       |            |           |                                     | 任何顏色 （黃/綠、綠、黑、淺藍除外） | 任何顏色 （黃/綠、綠、黑、淺藍除外） | 建議採用             |
| AS/NZS 3000                | 澳大利亚、新西兰                                                       |            |           | 任何顏色（黃/綠、綠、黑、淺藍除外） | 任何顏色（黃/綠、綠、黑、淺藍除外）  | 任何顏色（黃/綠、綠、黑、淺藍除外）  | 可選用               |
| AS/NZS 3000                | 澳大利亚、新西兰                                                       |            |           |                                     | 典型代碼                             |                                      |                      |
| GB50303 GB50258（舊）      | 中国大陆                                                               |            |           |                                     |                                      |                                      | 典型代碼             |
| NEC                        | 美国                                                                   |            |           | 任何顏色                            | 任何顏色                             | 任何顏色                             |                      |
|                            | 美国                                                                   |            |           |                                     |                                      | 典型代碼                             |                      |
| CEC                        | 加拿大                                                                 |            |           |                                     |                                      |                                      | 典型代碼             |
| JIS                        | 日本                                                                   |            |           | 任何顏色                            | 任何顏色                             | 任何顏色                             |                      |
|                            | 日本                                                                   |            |           |                                     |                                      | 政府採購標準                         |                      |
|                            | 大韩民国                                                               |            |           |                                     |                                      |                                      |                      |

## 三插頭
在大多數國家中，家用電源都是單相電，即由一條導線（相線）傳輸交流電進入室內，再經另一條導線（中性線）傳回去。許多插頭與插座另有第三個插頭（接地線）連接大地，用來避免人或設備被漏電傷害/弄損。

### 相線、火線、活線
相線（又稱火線、活線、電力線、端線）將來自電源的交流電傳輸至電力設備。各個國家的電壓值不一，但大致上仍可粗略分為數種固定的組合。最常見的是從三相電中抽取其中一相。三層高的樓宇，每一層使用其中一相，盡量平均分配。有些供電系統使用兩根火線接頭，或是取自單相多線式供電的其中兩線，甚至也有取用三相電其中兩相的供電系統。

### 中線、零线
中線（又称中性線、零线）將電流回送電力系統，其電位通常等於（或接近）接地線。中線是從三相電的中性點引出來。三相變壓器的中性點通常會接地。
如果中性點不接地，某些保護裝置可能無法正常運作，因為系統沒有適合的參考點（大地等電位）。
在臺灣，中線又稱水線。

### 地線、水線
接地線是指一根與大地等電位的導線，電器用於連接外殼，保護以致不會對人造成傷害。因其對地電阻小，漏電的時候，絕大部份電流會經電阻較小的電線流走。
在香港，地線又稱水線，因為早期港英時期地線直接連到金屬水管作接地使用。

## 插座形式
源自美國政府官方文件的各種插座形式的命名，可作參考。實際情形仍有些許差異在，理論上同一組的插頭與插座應該能吻合，實際情形卻非如此。最新且更有公信力的資料是IEC技術報告。

世界上電源插頭、插座形式分布圖

## 主要家用插座/插頭型式
这个条目列出了世界各地区家用电源插头与插座，专指用来提供家用电器使用的电源插座。关于电力来源的相关信息请参见家用电源列表。

### A型

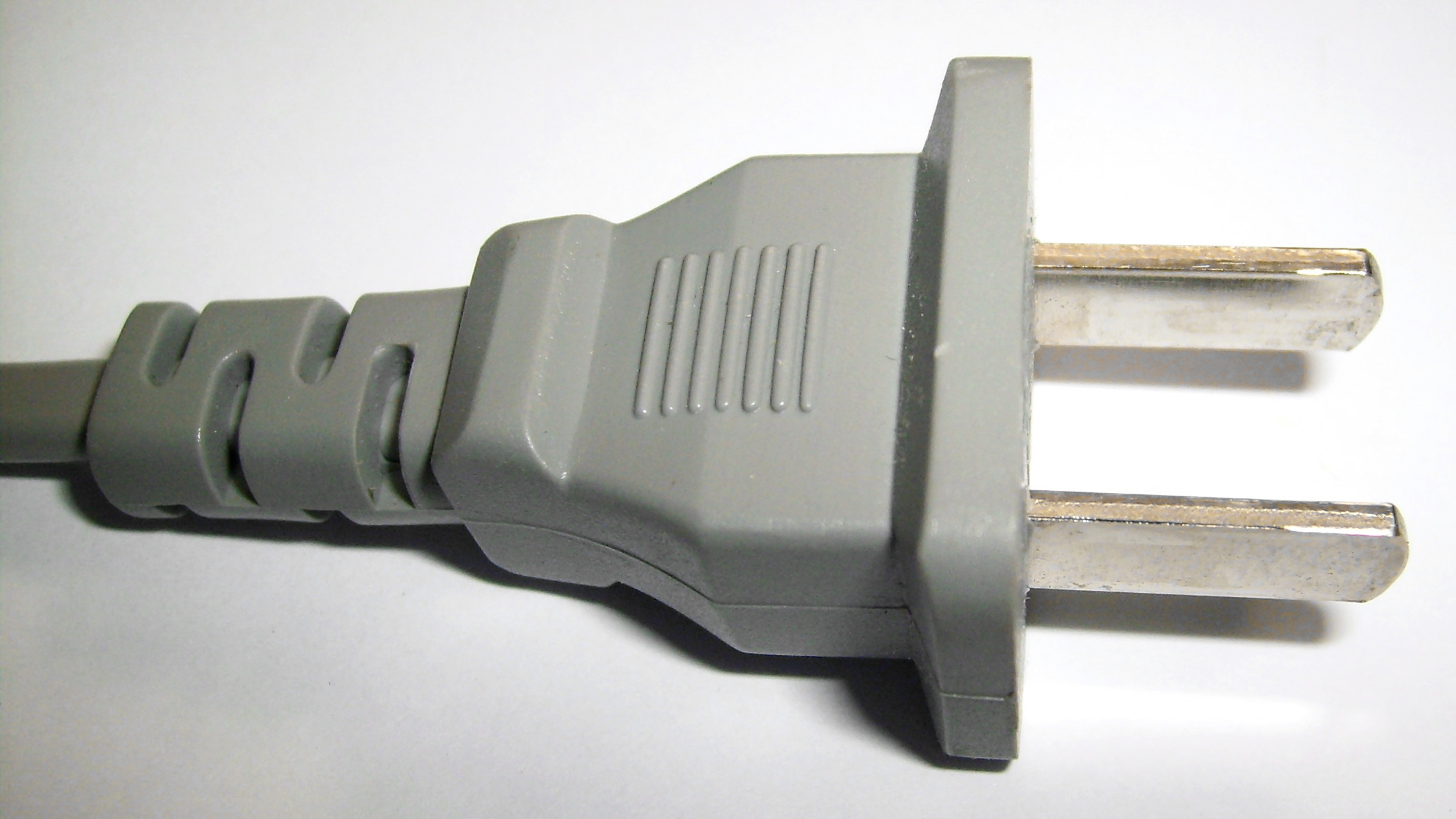
A型插頭

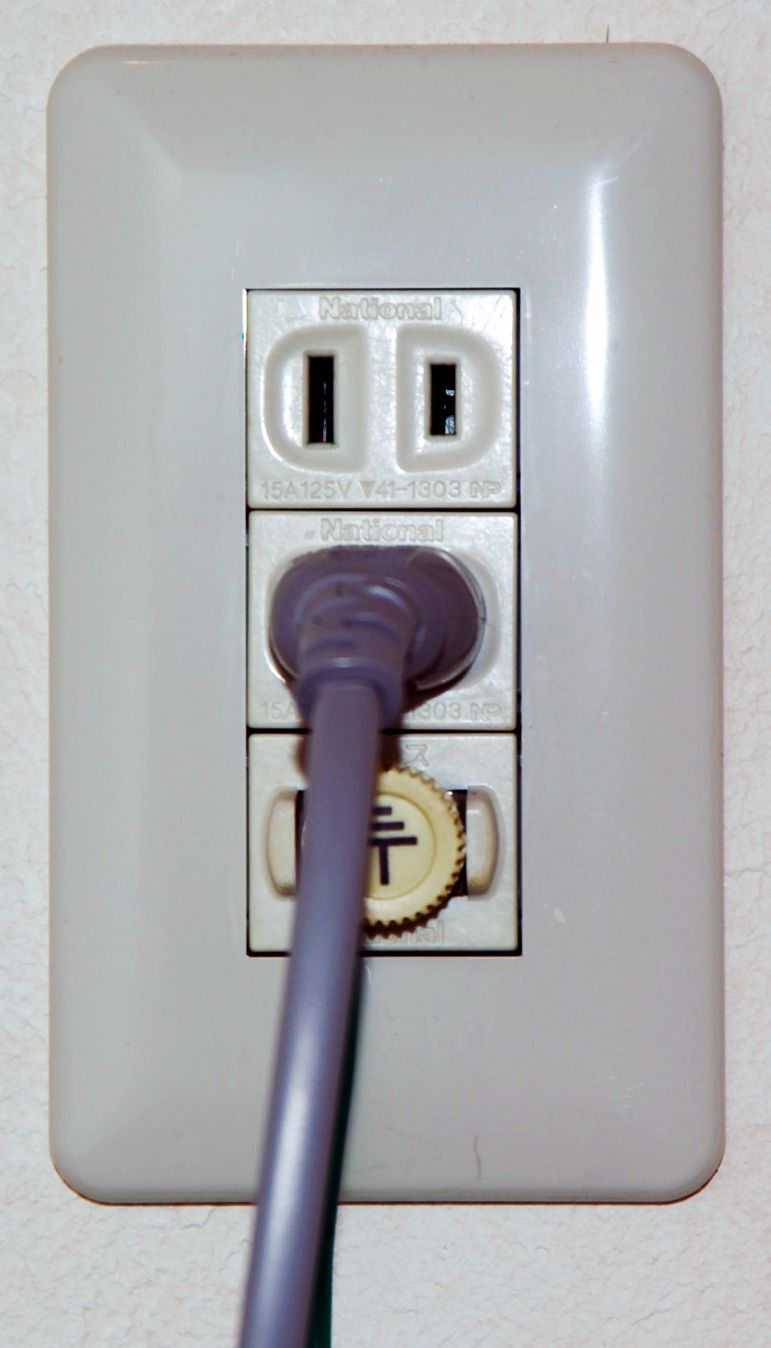
日本的接地規格插座

NEMA 1–15規格（北美洲15 A/125 V非接地）
NEMA-1插頭與NEMA-1及NEMA-5插座相容。该插頭有兩個平行触头，不带接地线。早期版本為非極性，但在今日多數的插頭具有极性，以較宽之触头為中性线。在美國與加拿大，新建築物中已不允许使用非接地型NEMA-1插座，但其仍可在舊式建築物中找到。
日规 JIS C 8303, Class II規格（日本15 A/100 V非接地）
日本标准的插頭和插座外觀上與NEMA1-15規格相同。其對於插座外殼的尺寸的要求更嚴格，对标记的要求也不同于NEMA1-15。日标插座需通過經濟產業省或JIS之強制性认证。与NEMA 1–15相同，旧式日标插座及插頭沒有極性，插座上的兩個插槽尺寸相同，新式日标插头则具有极性。日本插頭通常可以插入大多數的北美插座，但是有極性的北美插頭則需要轉接頭或是需要改為非極性插頭才能插入旧式日本規格的插座。由于日本使用的電壓是100伏特，頻率為50Hz（東日本）或60Hz（西日本、佐渡岛），因此，某些北美插頭的設備可以插入日本插座但可能無法正常運作。
中國國家標準 GB/T 2099（中國10 A/250 V非接地）
相比美國/日本標準提高了電壓，另不含用於和插座鎖孔扣緊的兩孔。

### B型

較為常見的各種NEMA(A/B型)插座

NEMA 5–15規格（北美15 A/125 V接地）
NEMA 5-15規格插座由两根平行的触头和一根接地用的圆触头组成，其中接地用触头比另外两个触头略长一些，这样在通电前电器就已接地，保证了安全。与较新的NEMA 1–15規格插头一样，中性线触头比相线触头宽一些，因此具有极性。此規格是所有北美國家（加拿大、美國和墨西哥）的標準。该規格插座也被使用於中美洲、加勒比海地區、南美洲北部（哥倫比亞、厄瓜多爾、委内瑞拉和巴西）、臺灣和沙烏地阿拉伯。美國部分地區規定新建建築物的插座上需安裝防護殼，以防止異物插入。
NEMA 5–20規格（北美20 A/125 V接地用）
MEMA5-20能够乗載20A的電流，其中性触头的形狀为水平（與火線触头正交），以確保不會插入適用較低電流的5-15插座。MEMA5-20规格插座的中性线接口则为T形，因此可接受1-15、5-15、5-20插頭。另外还有额定电流更大的NEMA5-30和5-50。
NEMA 6-15規格 （北美20 A/250 V接地用）
NEMA 6-15插座的兩接頭均為水平，且兩接片均為火線。因為電流大小的緣故，6-15插頭能夠插入大多數6-20插座，但6-20插頭卻不能插入6-15專用插座（就像5-15規格與5-20規格的關係），此外，6-15插座也能接受罕見的2-15插頭。在台灣，6-15插座有時用於功率較小的冷氣機。
NEMA 6–20規格（北美20 A/250 V接地用）
NEMA 6-20插座與5-20 一樣是T型接頭，只是水平触头與垂直触头的位置相反，以此來避免插入電壓更小的5-20插座或是電流更小的6-15插座。與6-15一樣，6-20的兩接片均為火線，其可以接受2-15、2-20、6-15和6-20插頭。在台灣，6-20插座常用於冷氣機。
日規 JIS C 8303, Class I規格（日本15 A/100 V接地用）
日规带接地线插座与NEMA 5-15基本相同，但在之前的很长一段时间内并不常见。2005年起，日本电气协会建议所有新设插座均采用此规格，洗衣机、微波炉等的插座则必须采用。与NEMA 5-15不同的是，该规格的插座可能会另外附带地线的端子，地线单独引出，接于该端子上。

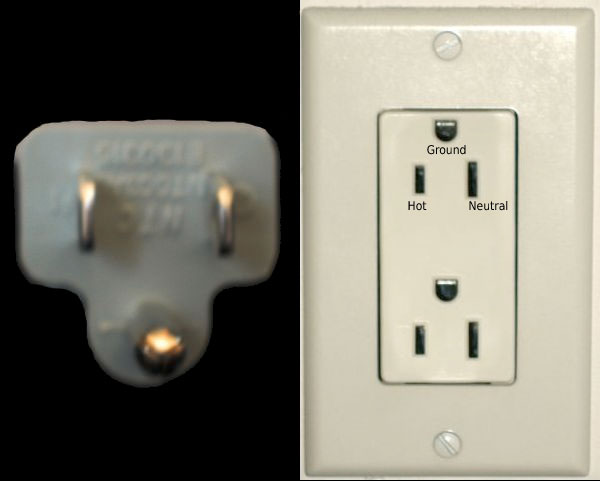
左 - 右叉 - 雙插座類型 NEMA 5-15型規格
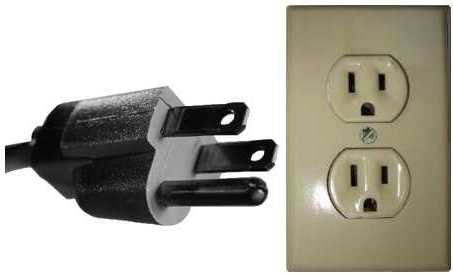
臺灣現用之美規UL-NEMA 5-15插頭與插座（俗稱“H型接地”，但此俗名與 IEC 國際標準所稱“以色列使用的 Type H”會混淆）
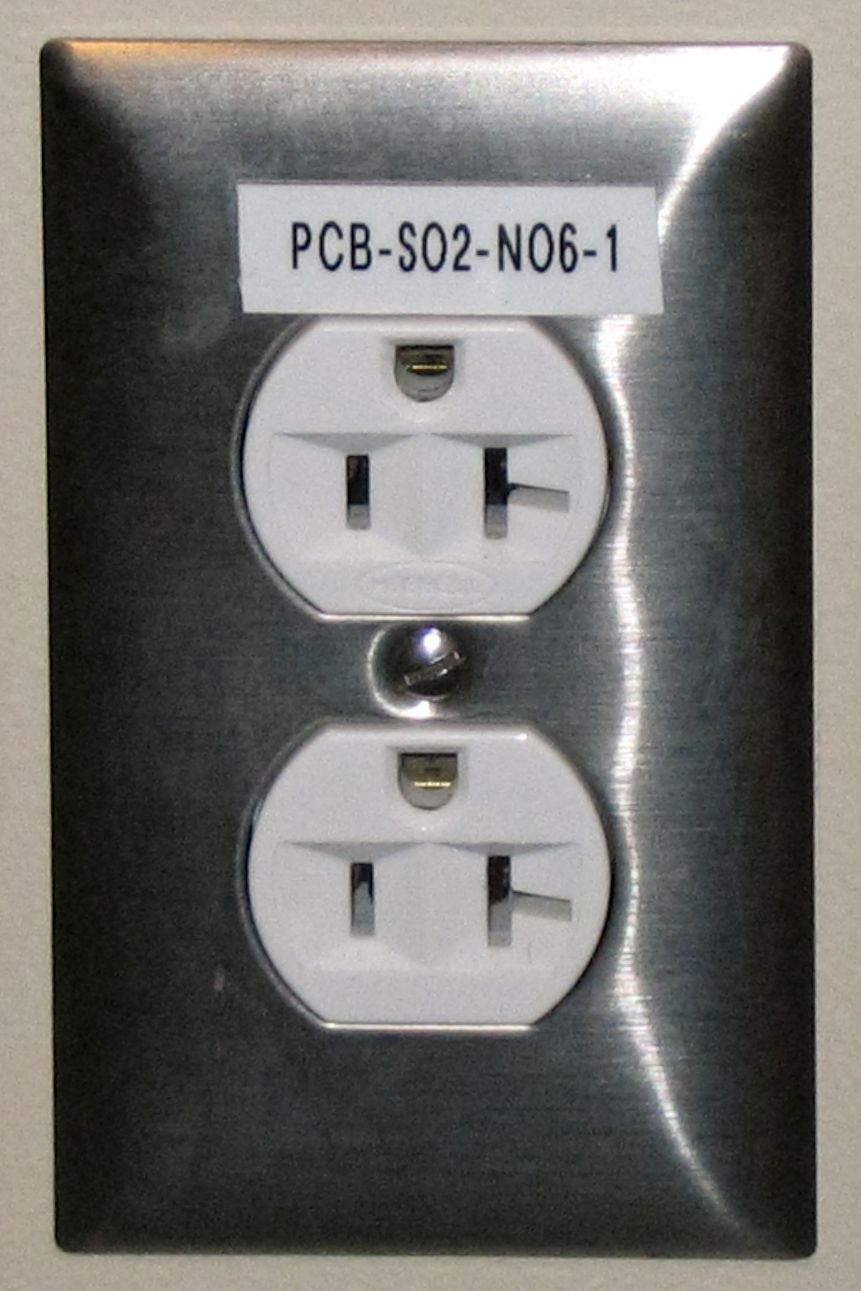
NEMA 5-20P規格插座
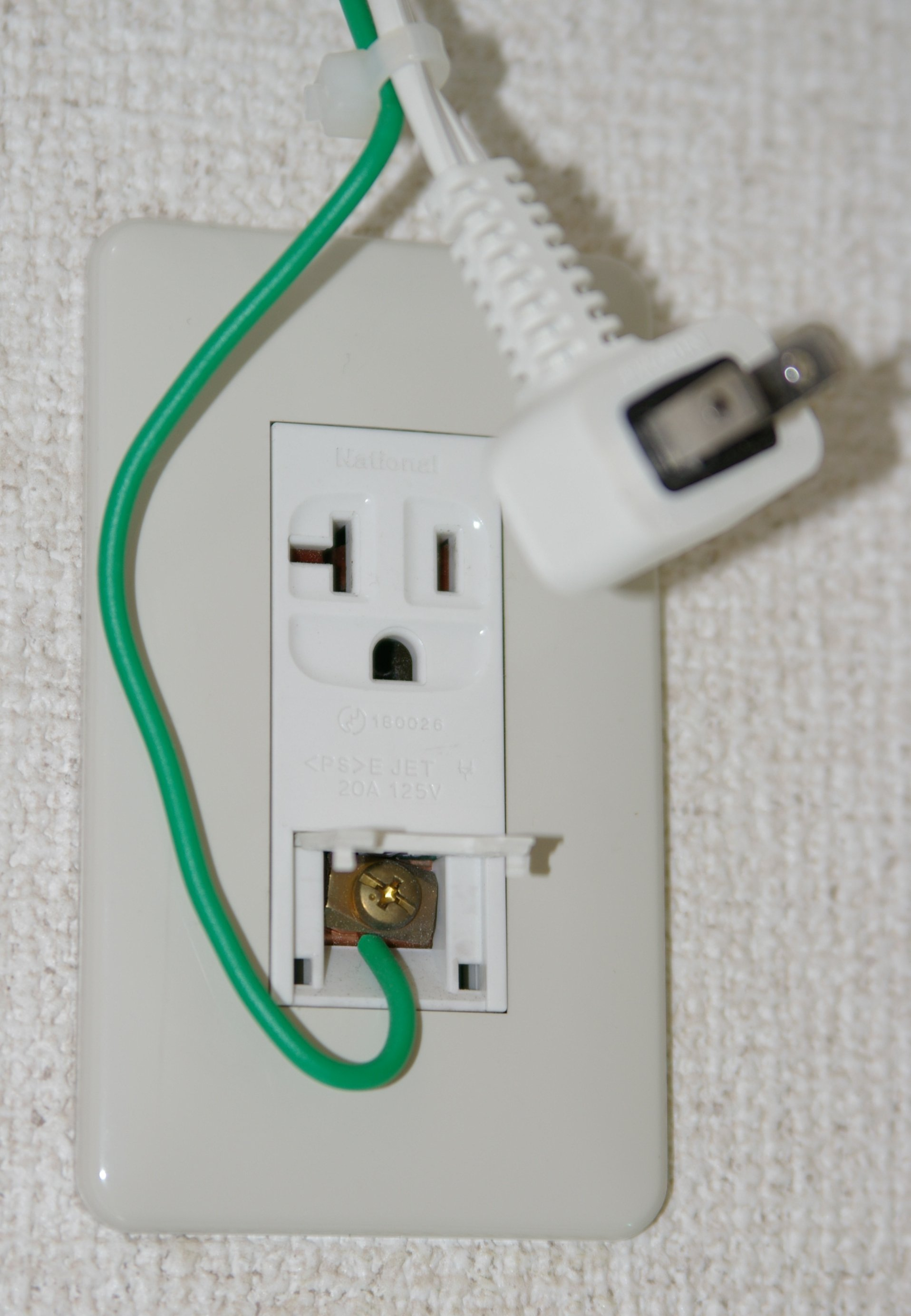
日标空调接地插座的地线可能是一个单独的端子

### C型

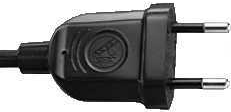
C型（CEE 7/16）規格插頭

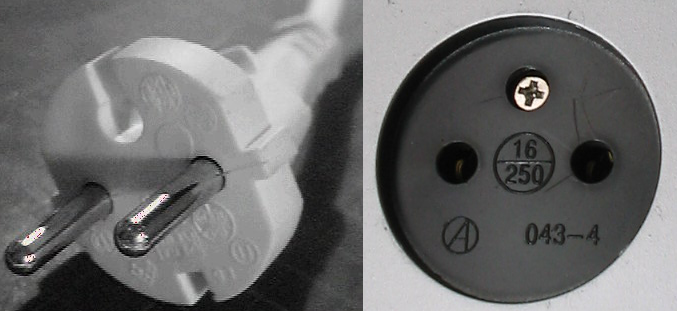
C型（CEE 7/17歐洲2pin）規格插頭與插座

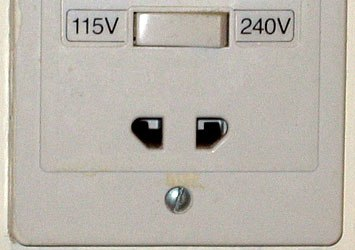
BS 4573規格插座

CEE 7/16規格（歐洲2.5 A/250 V，非接地用）
该规格插座常被称为Europlug。插头无接地端，具有两个直径为4毫米（0.157英吋）的圆柱针状插脚，且通常在接近其自由端方向稍向内收以改善接触。它不可拆开，並且必須用軟線。它由欧洲电气技术标准化委员会（Cenelec）标准 EN 50075所定義，并兼容多數歐洲國家的標準。由於它是無極性的，因此可以任一方向插入插座中。極棒的間隔與與長度允許其安全地插入多數的德国、法国、以色列、瑞士、丹麥以及義大利插座。現代大多數英國電動刮鬍刀專用的BS4573插頭，在小於200毫安培電流的情况下，也可兼容。它也應用于中東（伊朗）、大多數非洲國家、南美（阿根廷、玻利維亞、巴西、智利、秘魯和烏拉圭）、亞洲（印度、孟加拉國、斯里蘭卡、印度尼西亞、巴基斯坦、韓國、馬來西亞和新加坡、改革開放前的中國）以及俄羅斯和前蘇聯加盟共和國如烏克蘭、亞美尼亞、格魯吉亞和許多發展中國家。它還在許多國家，尤其是前英國殖民地，使用轉接器連同BS1363的插座規格一起使用。
CEE 7/17規格（德國和法國16 A/250V，非接地用）
该规格插头同样具有两个圆头针状插脚，但圆头部直径为4.8毫米（0.189英吋），像E型和F型插头一样，它有一个圆形塑料或橡胶制基座，以防止其插入Europlug规格孔径较小的插座。该规格插头也可以插入到以色列的H型规格插座，但有一定困难。
BS 4573規格（英國电动剃须刀專用）
该插座在英国、爱尔兰和馬爾他用于连接使用此设计的电动剃须刀和電動牙刷。该插头的触头根部带有绝缘层。虽然其类似于Europlug，但无法插入德国CEE 7/3插座。
前蘇聯GOST 7396 C 1規格（6 A或16 A/250 V，非接地用）
該規格的插座和插頭廣泛使用於俄羅斯地區，最大電流为6 A。其与Europlug相似，但在插頭上有一個圓形底座，不允許連接到E和F型插座。该型插座也不能接受E、F型插头。

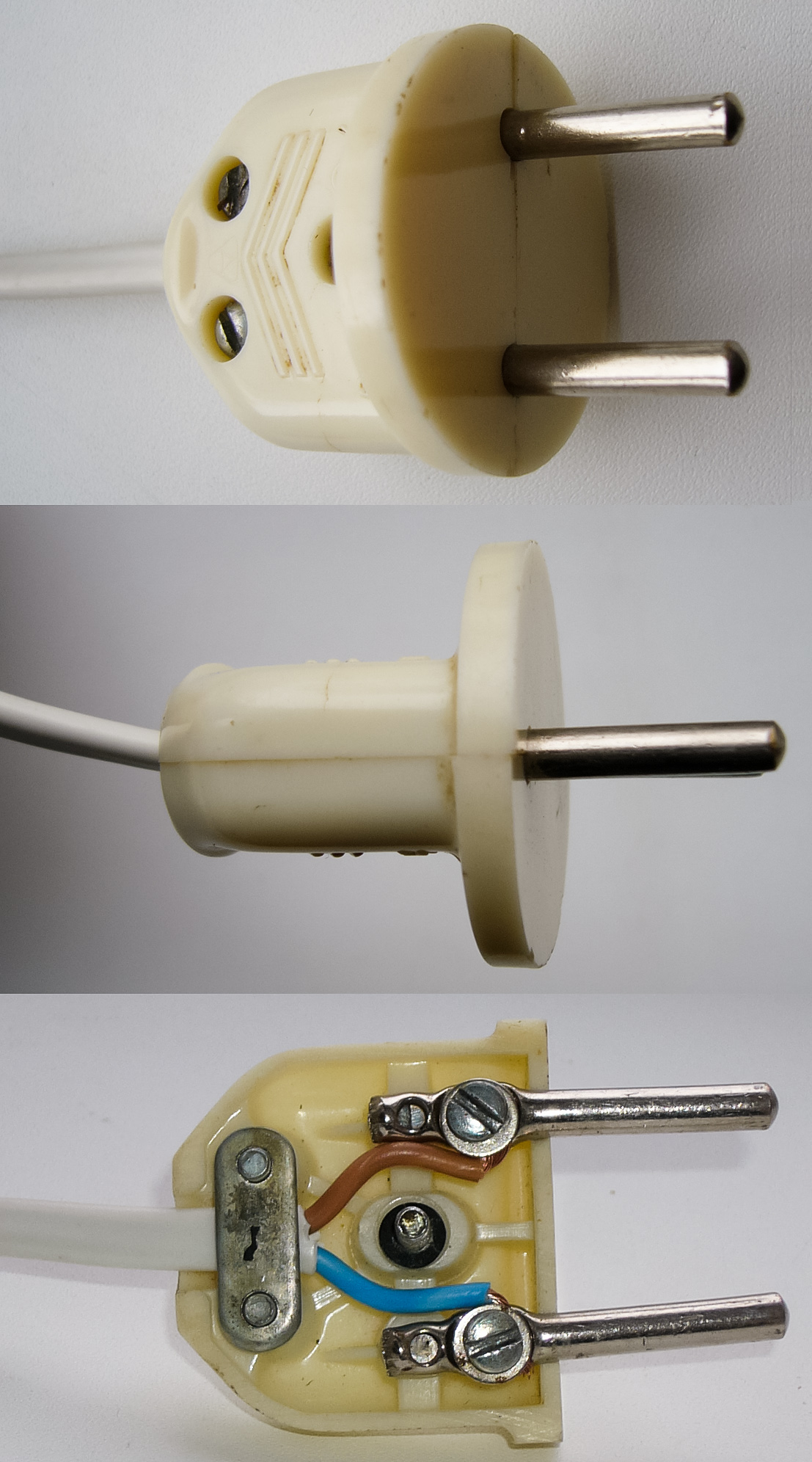
其中最常見的蘇聯規格插頭，設計上為220V，6A
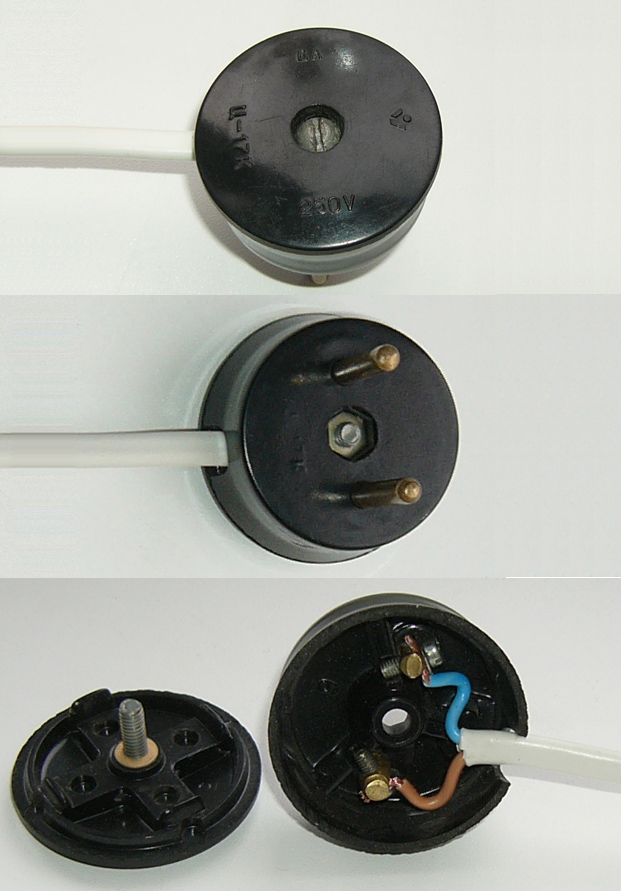
另一種流行的蘇聯規格插頭，設計上亦為220V，6A
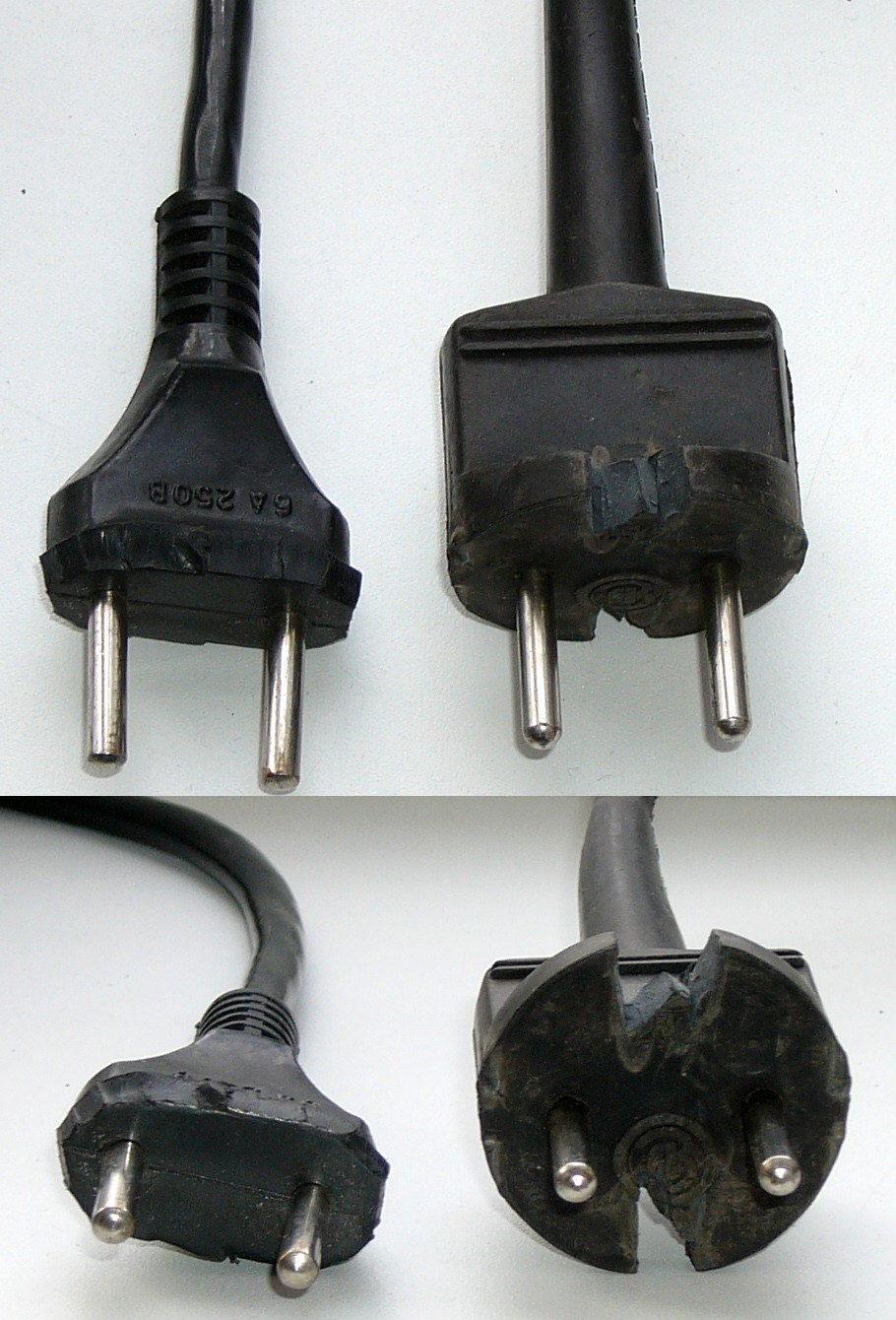
經過一些修改後，可以連接到E型和F型插座的蘇聯規格插頭
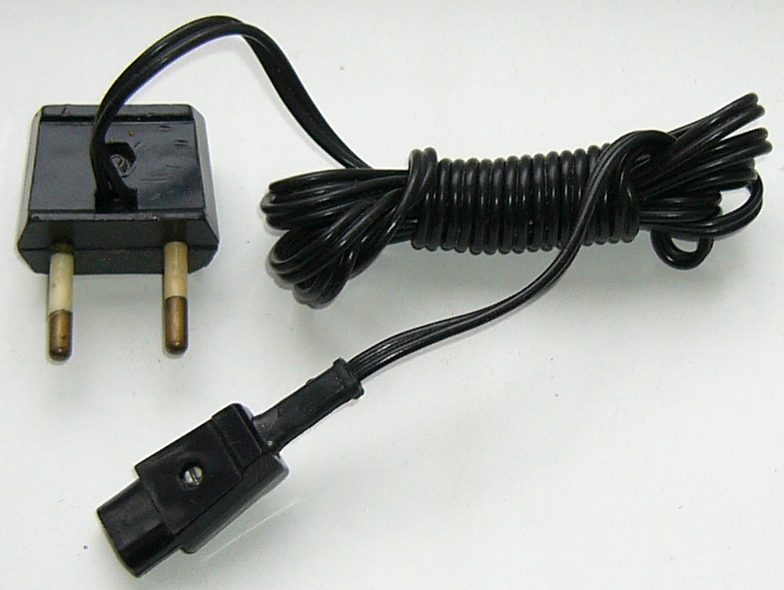
电动剃须刀的苏联规格插头，类似东欧7/16型插头，但在尺寸上不同并为可折疊的设计。

### D型

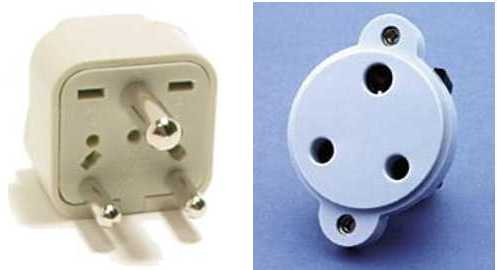
D型（BS546 5A版的M型）

旧式英国插头，又称BS546型，额定电流为2 A、5 A（D型）、15 A（M型）和30 A，插头由三个圆形插脚排列成三角形，其中较粗的为接地引脚。该型插头於1934年在英国推出，现在大约有40个国家使用D型，15个国家使用M型。一些國家如印度和南非，使用基于BS546标准的插座。

### CEE 7/5法國，E型

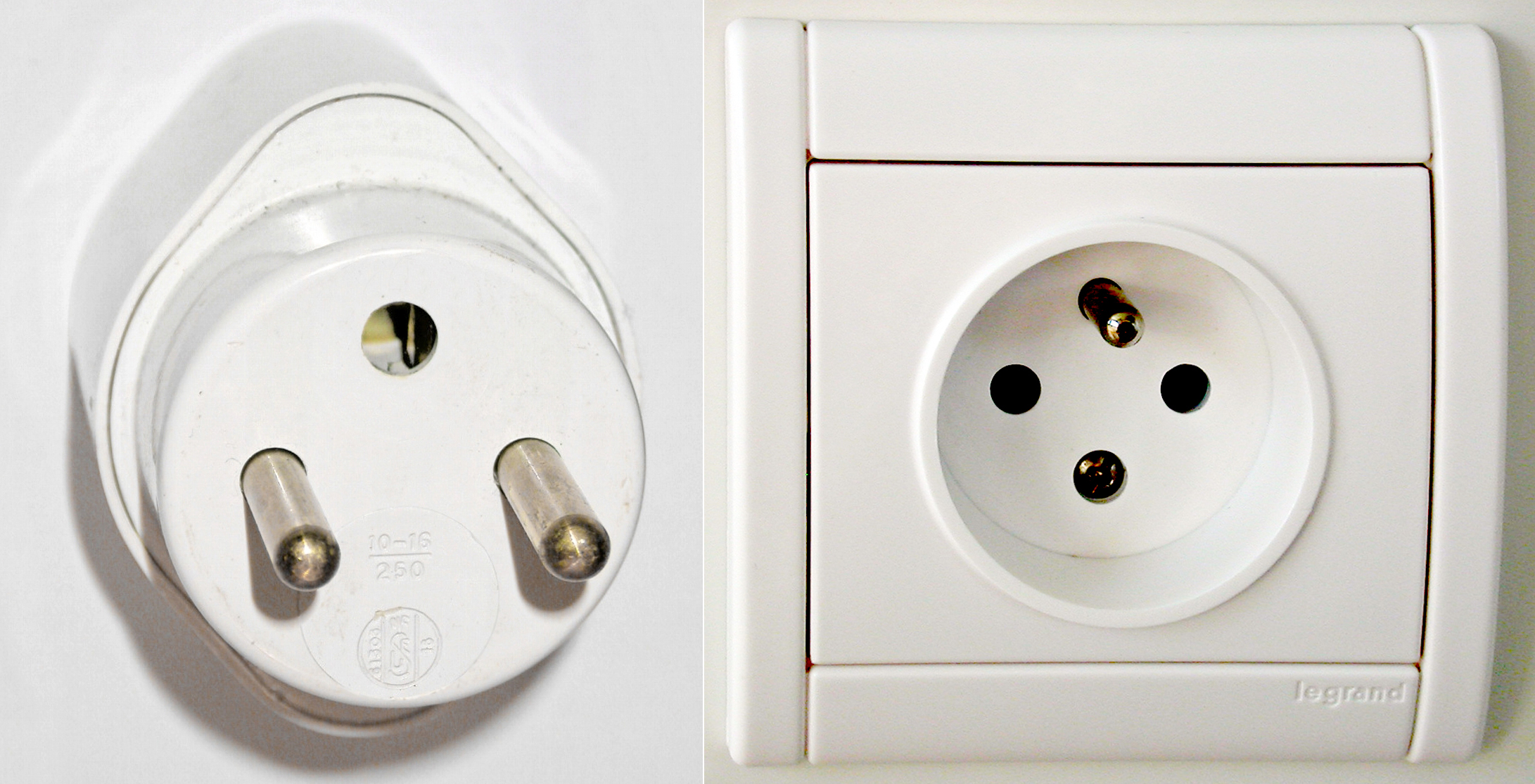
E型（法國）

法國標準NF C61-314“插頭和插座供家用和類似用途”定義了CEE 7/5型插頭和CEE 7/6的標準（其中還包括CEE 7/7、7/16和7/17型插頭）。此種規格的插座上面有兩個寬4.8毫米（0.189英吋）、長度19毫米（0.748英寸）的對稱圓柱形触头，間隔為19毫米（0.748英吋），以及一個插孔作為接地腳之用。該標準也適用於比利時、波蘭、捷克、斯洛伐克和其他一些國家。
雖然此規格的插頭具有極性，但CEE 7並沒有定義火線及中性線的位置，也沒有一致的標準。然而，捷克標準建議火線應安裝在面對插座的左側。上法國自2002年起改變規定，從不要求火線及中性線的特定位置到規定假如接地棒在上面，那麼火線應在面對插座的右側。然而，該規格的插座不一定要把接地棒安裝在上側。在法國的插頭包裝上通常標示有電纜的正確方向。对預先安裝在家電用品上的插頭，其棕色線連接於右棒而藍色線連接於左棒，接地線則連接在上側與接地棒相接的孔中。
由于插座上的接地脚的关系，CEE7/2和7/4型插頭無法與CEE7/5型插座相容。

### CEE 7/4，德文"Schuko"，F型

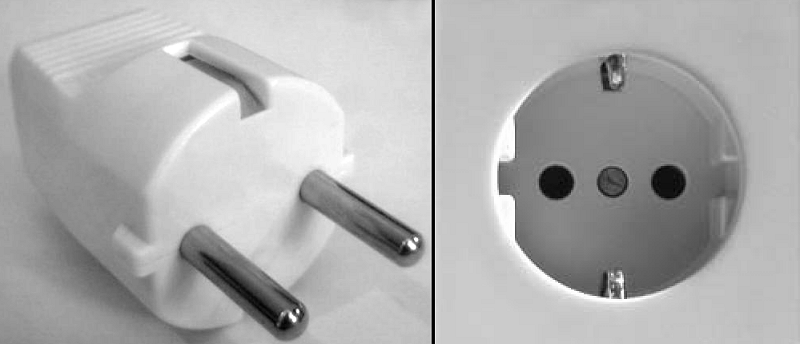
F型（CEE 7/4 Schukostecker或稱Side Earth）

该插座具有圆形内凹，兩個對稱的圓形插孔和在上下兩側的兩個接地夾。“Schuko”是德語單詞Schutzkontakt的縮寫，意思是“保護接觸”，这里的“保護”是指接地。Schuko連接系統採取對稱的及無極性設計，允許火線及中性線反接。其尺寸兼容CEE 7/5（法國插頭/插座），但捨棄了母接地棒接點。其插座也接受Europlug以及CEE 7/17規格的插頭。其最大承受電流為16A。目前德國標準為DIN 49441:1972-06 "二極插頭帶接地10A 250V≅以及10A 250V–、16A 250V∼"（同時也包含CEE 7/7規格的插頭）以及DIN 49440-1:2006-01 "二極插頭帶接地，16A 250V a.c."。此種規格插座也應用在阿爾巴尼亞、奧地利、波斯尼亞和黑塞哥維那、保加利亞、智利、克羅地亞、丹麥、愛沙尼亞、芬蘭、希臘、匈牙利、冰島、印度尼西亞、伊朗、意大利、拉脫維亞、立陶宛、盧森堡、馬其頓共和國、摩爾多瓦共和國、荷蘭、挪威、巴基斯坦、葡萄牙、羅馬尼亞、俄羅斯、塞爾維亞、斯洛文尼亞、北朝鮮和韓國、西班牙、瑞典、土耳其、烏克蘭和烏拉圭。
它也被定義為意大利標準I類插頭CEI23-5。（CEE7/17被定義為II類插頭CEI23-5）。
在某些國家需要安裝兒童安全插座保護蓋，包括韓國、葡萄牙、芬蘭、丹麥、挪威和瑞典, 德國的DIN 49440-1:2006-01標準則沒有此項要求。

### CEE 7/7，E+F混合型

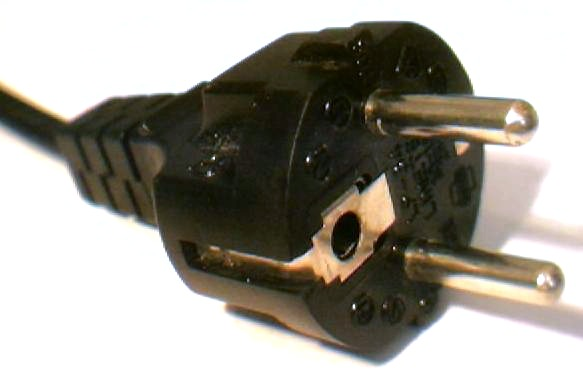
E+F型（CEE 7/7）

CEE 7/7規格（法國和德國16 A/250 V，接地用）
開發出CEE 7/7標準的目的是為了在德國與法國標準之間架设一個橋樑。在使用法國CEE 7/5插座時，可防止火線及中性線反轉，而在使用德國CEE 7/4時则允許極性反轉。此插頭最大電流可達16A。
插头兩側有接地夾以與CEE 7/4插座相接，也有接地孔以與CEE 7/5插座接地棒相接。這个插头可幾乎用在整個歐洲。目前家電均附有不可拆卸的CEE 7/7插頭。這意味著在法國與德國，插頭是相同的，但是插座則不同。这种插头也可以插入丹麦K型插座，但接地线不能使用。

### G型

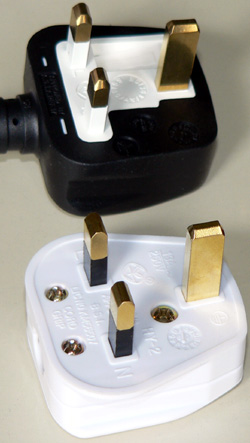
上：一个典型的铸钢BS 1363插头，由下表面可以看出插头中的保险丝。下：一个可拆线插头；中心的巨大螺丝允许打开口盖，使电器和保险丝得以连接。

BS 1363是英国最常用的单相家用交流电源插头与插座。标准规范包括线路上的挡板，中性材料的插孔和插头中的保险丝。它被很多前英国海外属地，以及爱尔兰、香港、澳門、马来西亚、马耳他、塞浦路斯、巴林和新加坡使用。BS 1363在1947年首次提出，作为英国电力连接器的新标准之一用于战后的重建工作。这种插头和插座取代了BS 546插座和插头（C型和M型），而后者仍在旧设施和特殊场合中使用。
根據研究，G型插头可能是全世界安全性最高的插头。

### H型

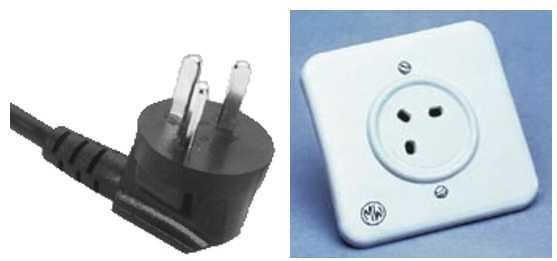
H型（以色列）

SI 32規格（以色列16 A/250V，接地用）
此类插座规格又称SI 32（IS16A-R）规格，只有在以色列有使用，且与其他型式的插座无法相容。1989年前，它有三个Y形的平板引脚，各相线触头和中性线触头的间距为19毫米，最大额定電流为16安培。但在连接使用高功率电器设备时，平板状的引脚可能导致插头过热的情形产生。在1989年，规格标准进行了修订，改为3脚4.5毫米圆柱形的插头型式，以对应欧洲Europlug和以色列的新老插座规格。目前的插座可兼容新老插头，而在1989年前所生产的旧型插座（仅兼容旧型插头）在以色列当地已非常罕见。
这类插座规格也使用于巴勒斯坦所统治的约旦河西岸地区和加萨地带全部。

### I型

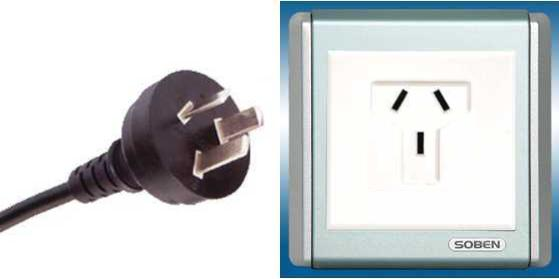
I型（澳洲）
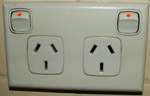
澳大利亞一对3針I型带開關插座
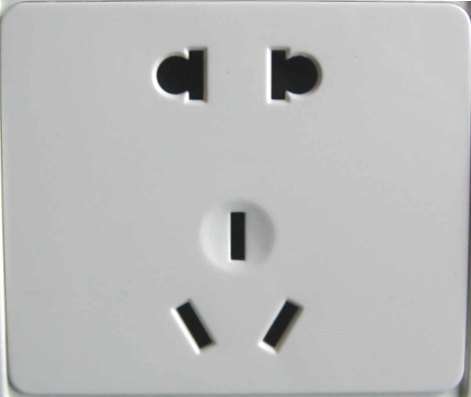
中國大陆较常见能接受“不接地 A型或 C型插头混合”（舊國標）及“接地 I型插头”的双插座（下方为接地 I型10安培三脚插座）
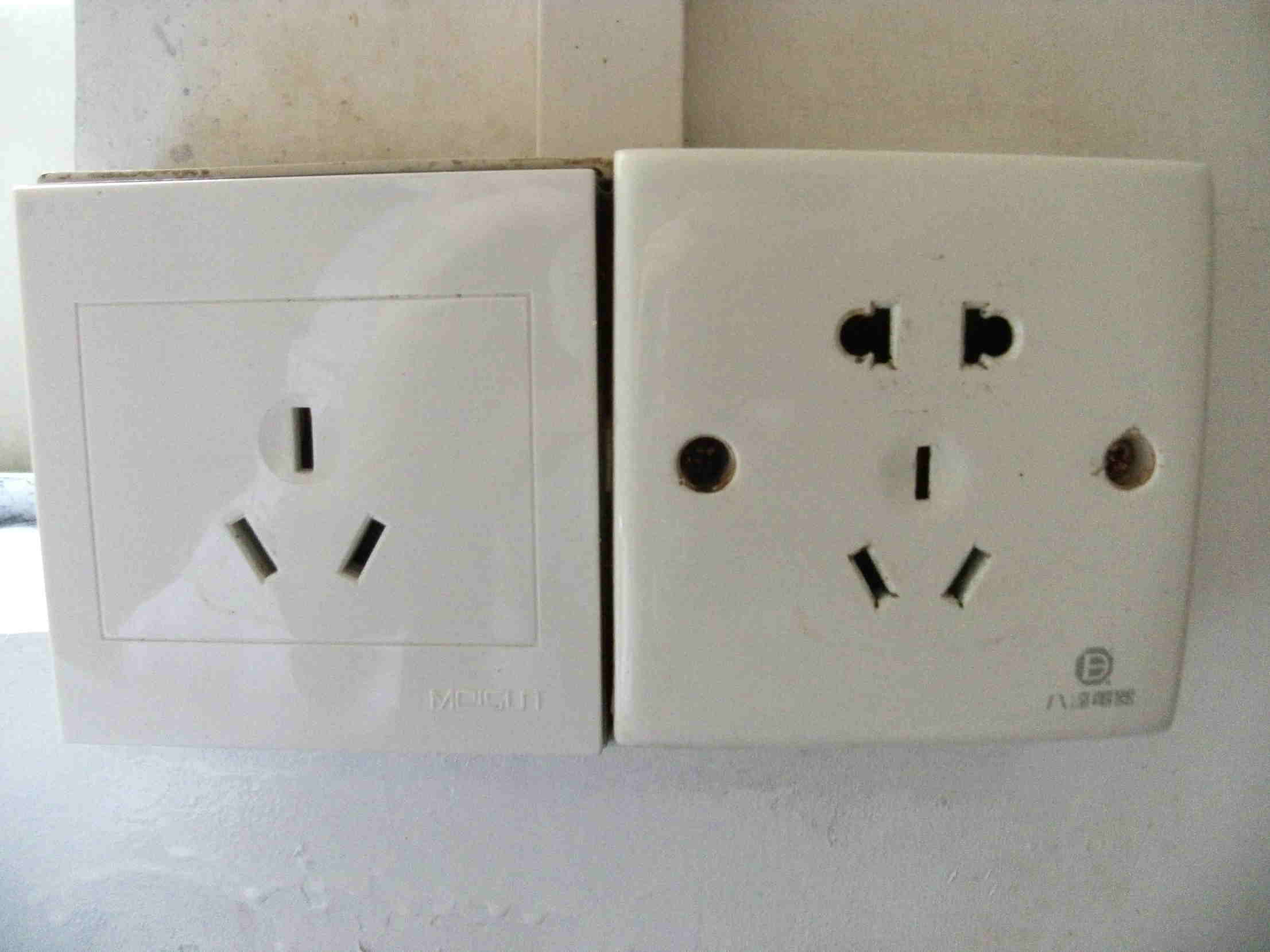
图右下為中國大陸常見的10安培三腳插座，用於大多數需要接地的家電。图左為較少見的16安培版本，通常用於空調、熱水器，此外也有體積更大、接片更厚的20A、32A乃至更大的版本
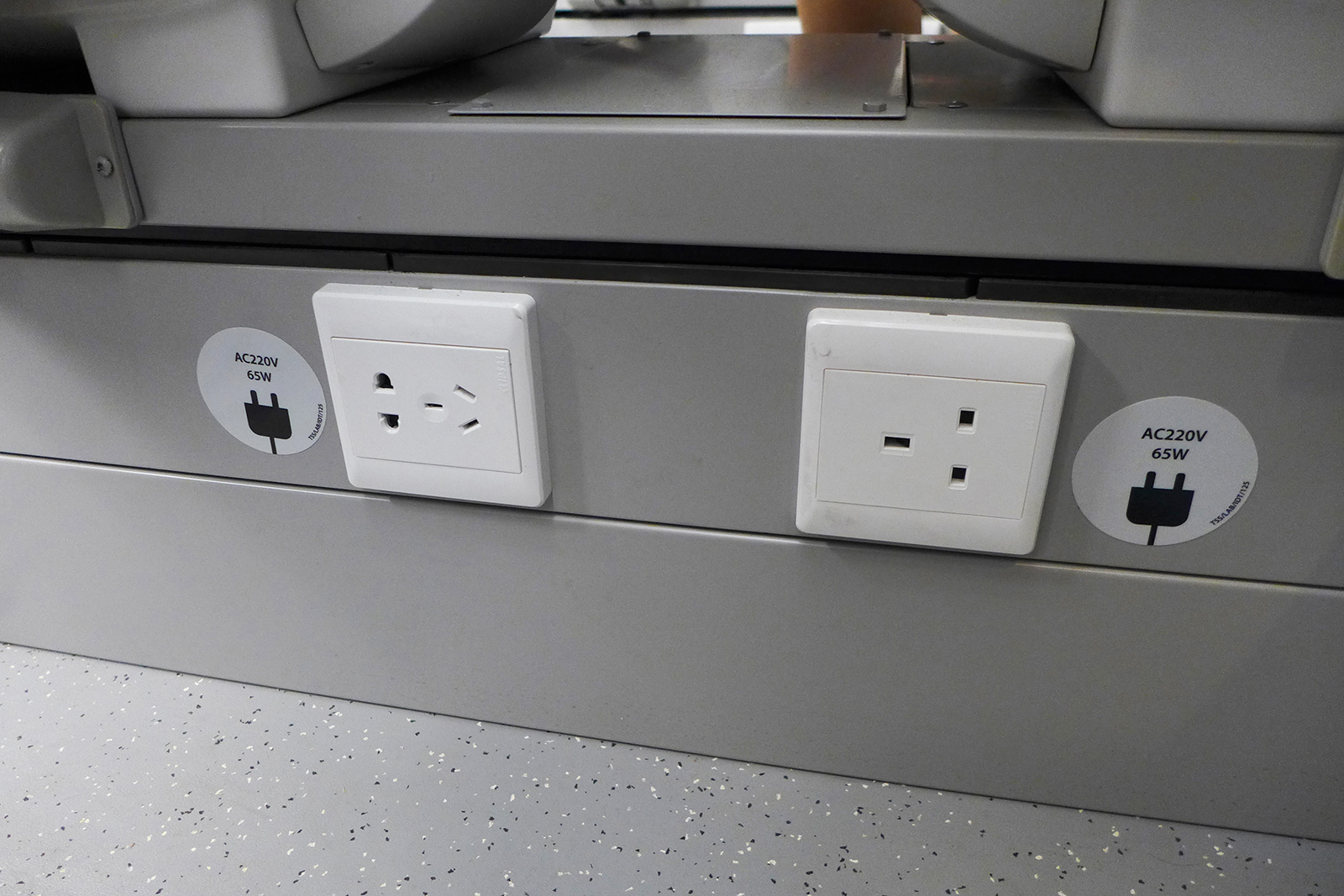
香港高速動車組内座椅下方设有G型和I型插座以方便中国内地和香港乘客

此类型的插头在中国大陆、澳大利亚、新西兰、斐济、阿根廷、巴布亚新几内亚广泛使用，由接地接头及两个扁平的载流接头排列成倒V形状。
AS/NZS 3112（澳大利亚10A/240V）
澳大利亚等地使用的标准为AS/NZS 3112，扁平接头的尺寸为6.5毫米×1.6毫米，与垂直方向夹角为30°，間距13.7毫米。和英国类似，澳大利亞和新西蘭的牆壁插座幾乎总是配有开关，因此具有更高的安全性。在良好绝缘的电器上也使用一种不带接地的两脚插头，不过墙上的插座总是使用带接地的三孔插座。
AS/NZS 3112有几种变体，包括更大尺寸的接头，以及不同形状的接地端，适用于15、20、25、32安培的设备。这些变体都是向下相容的，例如，10安培的插头可以插入20安培的插座，反之则不行。
該系統的插頭/插座標準，原本被稱為澳洲標準C112（起源於1937年的一個臨時解決方案，在1938年通過為正式標準），1990年正式被AS/NZS 3112取代。最近一次重大改變是在2005年的AS/NZS 3112:2004標準，增加了强制的载流接头绝缘层，不过在2003年之前生产的设备仍可以继续使用。
中国大陆插头（10A或16A/250V）
中国大陆所採用的的插头/插座标准为中国国家标准（国标）GB 2099.1–2008和GB 1002–2008。作为加入世界贸易组织时的承诺之一，中国大陆引入了强制性产品认证系统，并授予符合国家标准的插头中國強制性產品認證（CCC认证）标志。国家标准要求插头至少能承载250伏特、10安培的电流；还有一种相似但较大的三脚插头，最大电流为16安培；但无论使用的是何种插座或插头，中国大陆境内的单相交流电均为220伏特50赫兹。
尽管中国的三脚插头针脚比澳大利亚的长1毫米，但澳大利亚的插头可以插入中国的插座。与澳大利亚相反，中国的插头为接地端在上。对于需要接地的一类电器，必须使用該种插头。
此外，中国还可使用与美国/日本类似的A型两孔插座（但不分极性）。在新國標中，考慮到AC型混合型插座帶來的安全隱患，以及中國早已不再生產國内使用的C型插頭電器，因此取消了對C型插座的强制支持，僅爲相容A和I型，但AC混合型插座依旧在市面上大量生产并销售。对于不必接地的二类电器，可使用此型插头。
帶有接地安全門的I型插座無法直接插入澳洲I型2孔插頭。
IRAM 2073（阿根廷10A/250V）
阿根廷也使用这种三线的接地插头，在需要接地的一类电器上使用。
這個插头與澳大利亞和中國的插頭外观类似。接头的長度与中国的插头相同。最重要的區別是阿根廷接头的火线和中性线位置和中國相同, 和澳大利亞正好相反。

### J型

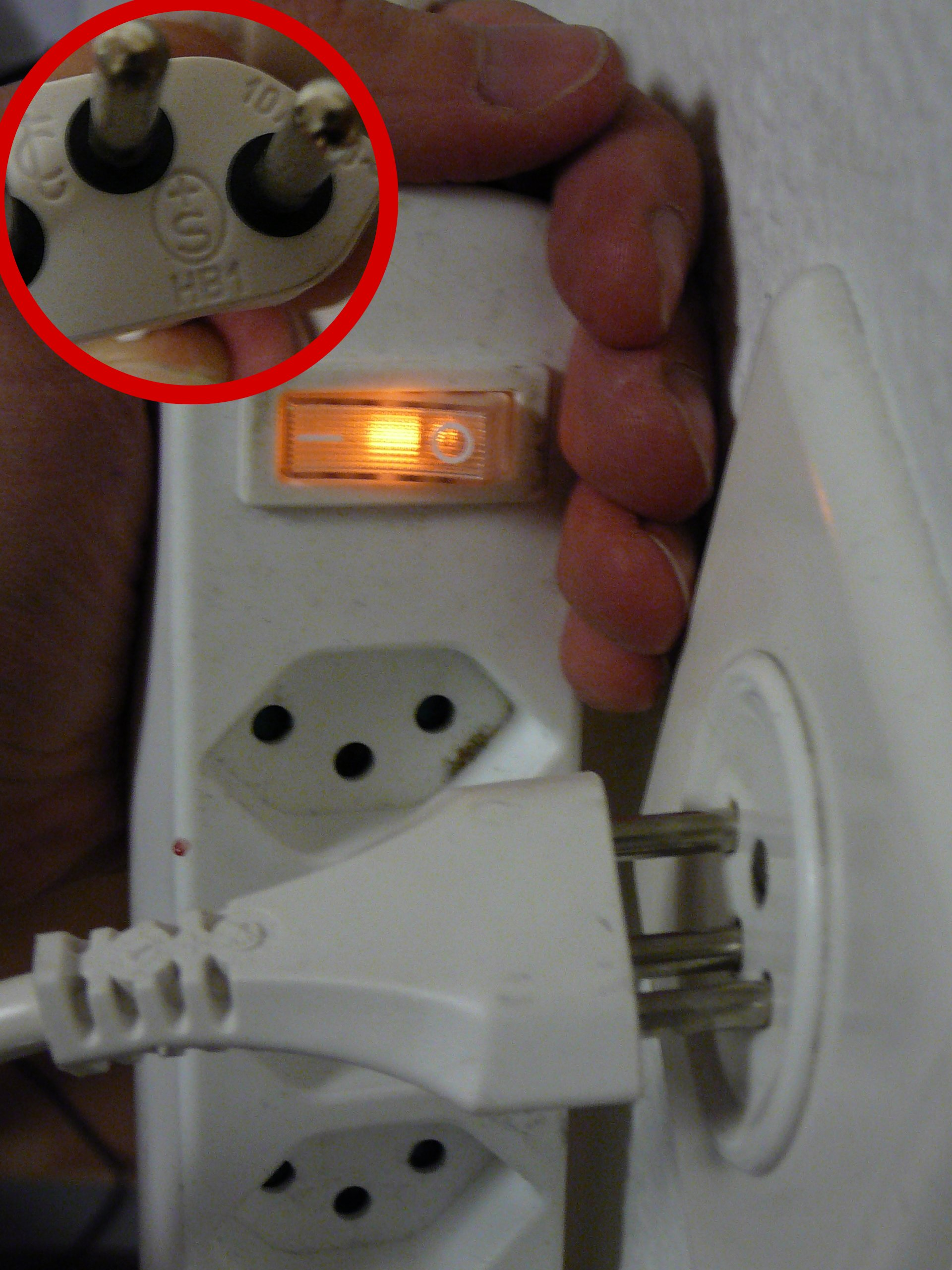
J型（瑞士）

SEV 1011（10 A/250V）
瑞士採用的插頭型式標準稱作SEV 1011（ASE1011/1959 SW10A-R）。此類插頭標準類似於Europlug規格（CEE 7/16），但是有一條沒有獨立絕緣的接地線，因此在使用該類插頭沒有完全插入插座時，可能會有觸電的危險。不過自2013年1月1日起，只有具備部分絕緣功能的CEE 7/16規格（Europlug，未接地之SEV 1011 11型）與J型（SEV 1011 12型）插頭才能在當地販售及進口，以減少觸電危險的發生。該類插座若使用在廚房、浴室和其他潮濕地方，可能會降低其原有之絕緣效果，但在上述以外的地方使用則不會發生上述情形。而在2016年之後，所有插座的安裝都必須具備絕緣裝置，以減少觸電危險的產生。有些插頭和轉換器呈現兩端錐形，可以在任何地方使用，而另一些則只適合使用於沒有絕緣裝置的插座上。瑞士規格和Europlug規格（CEE 7/16）的插頭可以使用在瑞士的插座上。此外還有一種非接地型式兩個针状插脚的插头型式，其外型、大小和距離與SEV 1011型插頭的線路及中性線相同，但有一個扁平六角形的形狀。該插頭適用於瑞士規格和CEE 7/16規格的插座，其額定電流容量提高為10安培。
此類插座系統已經模組化，並具有適用於三相電源系統的5個針腳，以及適用於額定電流容量16安培的正方形針腳類型。若所使用的電氣設備額定電流容量超過16安培時，則必須要使用合適的分流保護裝置來連接電力系統，或以合適的高功率工業用電氣連接器與主干線路相連。

### K型

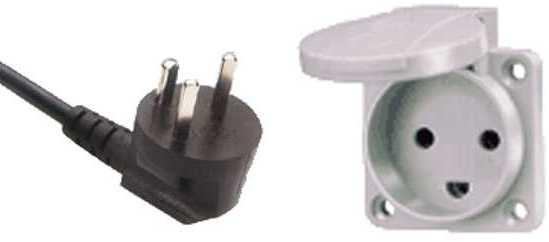
K型（丹麥）

107-2-D1（13 A/250 V）

### L型

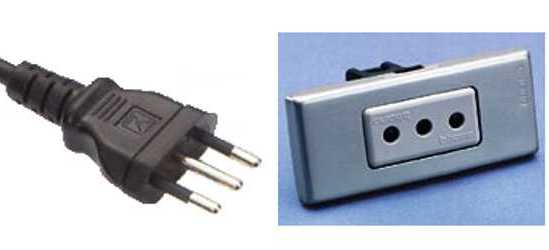
L型（意大利）

CEI 23-50（10 A/250 V）
CEI 23-50（16 A/250 V）

### M型

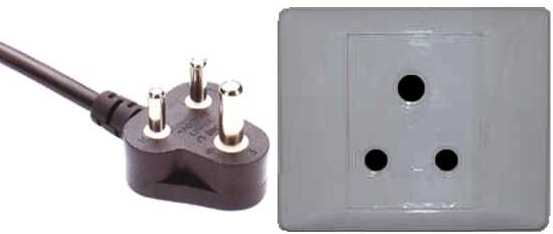
M型（BS546 15A版的D型）

BS 546（15 А/250 V）
所謂M型插座經常被稱為舊英國D型插座，使用於南非和其他地方。

### N型

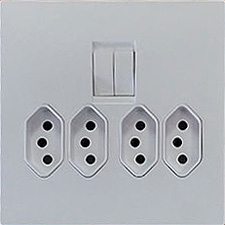
N型插座 (IEC 60906-1)

IEC 60906-1是由國際電工委員會在1986年制訂的家用交流電源插頭與插座標準，額定電壓230V，額定電流16A。到目前為止，全世界僅有南非採用此標準。
此外，巴西基於IEC 60906-1制定了其國家標準NBR 14136，共有10A及20A兩款標準。

## 過時的類型
本節中列出的是過時的插座和插頭類型，但有時可以在舊建築中找到。由於舊插座可能不符合現代安全要求，最好的解決辦法是更換成新的插座。

### 英國
Dorman & Smith（D&S）
Wylex

### 美國
I型
垂直插座

### 希臘
H型

### 綜合
- The original content for this article came from https://web.archive.org/web/20080328070535/http://users.pandora.be/worldstandards/electricity.htm.
- IEC/TR 60083: Plugs and socket-outlets for domestic and similar general use standardized in member countries of IEC. 国际电工委员会, May 2004. This 359-page technical report describes all national standards for domestic plugs and sockets. Its 1963 predecessor, CEE Publication 7, covered only the plugs and sockets of continental Europe.
- IEC 60884: Plugs and socket-outlets for household and similar purposes. 国际电工委员会. This international standard defines general safety and test requirements  for domestic plugs and sockets, but not any particular shapes.
- IEC 60906: IEC system of plugs and socket-outlets for household and similar purposes. 国际电工委员会. This international standard defines the domestic plugs and sockets that the IEC suggests as a potential future common world-wide standard.
  - IEC 60906-1 defines standard 230 V plugs
  - IEC 60906-2 defines standard 115 V plugs
  - IEC 60906-3 defines standard 4-48 V low-voltage plugs
- Guidance Notes for the Electrical Products (Safety) Regulation（2001 Edition—with amendments）, Electrical and Mechanical Services Department, Hong Kong （页面存档备份，存于）

## 參看
- 家用電源列表
- 電
- IEC 60320

## 外部連結
- China Power Cords. （页面存档备份，存于）

- Hubbell History - Invention of the power plug and outlet.
- 世界各地的插頭﹑電壓和頻率
- Australian AS/NZS 3112 mains plug description and wiring（页面存档备份，存于）
- Australian AS/NZS 3112 mains plug with insulated pins
- Australian AS/NZS 3112 mains plug variants（页面存档备份，存于）
- IEC Zone: Plugs and sockets（页面存档备份，存于）
- AC Power Cords
- Glossary of standards terms（页面存档备份，存于）
- Steve Kropla's World Electric Guide
- https://web.archive.org/web/20070626035259/http://www.starkelectronic.com/fzfv.htm
- Change to UK electrical wire colours 2004
- Household electrical safety handbook, Electrical and Mechanical Services Department, Hong Kong Special Administrative Region Government（页面存档备份，存于）
- http://www.powerconnections.co.uk（页面存档备份，存于）
- IEEE history of Australian power connectors (in MS Word format)
- Information on the electrical systems in use in most countries of the world
- International plug standards from travel-island.com[永久]
- Pictures and dimensions of various plug types
  - Ungrounded plugs
  - Grounded plugs
- IEC High temperature plugs